# Ohrstern

Zischägge (17. Jh.) mit Gehörrose an der Wangenklappe

Als Ohrstern, Gehörrose oder Gehörrosette werden Durchbrüche an einem Helm in Höhe der Ohren bezeichnet. Sie waren oft dekorativ angeordnet und sollten ein möglichst uneingeschränktes Hören gewährleisten.